# Helmut Wielandt
Helmut Wielandt   (Niedereggenen, 19 de desembre de 1910 - Schliersee, 14 de febrer de 2001) va ser un matemàtic alemany.

## Vida i Obra
Wielandt, nascut al sud-oest d'Alemanya, va estudiar matemàtiques física i filosofia a la universitat de Berlín, en la qual es va doctorar el 1935 amb una tesi dirigida per Issai Schur i Erhard Schmidt. En plena època nazi i sense haver tingut cap mena d'activitat política, no hi havia posicions acadèmiques disponibles per a ell, i va haver de treballar al equip editorial de la revista Jahrbuch über die Fortschritte der Mathematik amb un salari molt baix. Finalment, el 1937 es va afiliar al partit nazi i a les SA i el 1938 va ser nomenat professor ajudant de la universitat de Tubinga en la qual va obtenir l'habilitació docent l'any següent. Tot i que, formalment va ser de la plantilla de la universitat fins al 1946, els anys de la Segona Guerra Mundial (1939-1945) va estar a l'exèrcit i al centre de recerca en aerodinàmica de Göttingen (1942-1945).
Acabada la guerra, va ser nomenat professor associat de la universitat de Magúncia, en la qual va romandre fins al 1951 quan va obtenir la plaça de professor titular de la universitat de Tubinga. Es va jubilar en aquesta universitat el 1977. Durant aquest darrer període a Tubinga, va ser professor visitant a diverses universitats europees i americanes, especialment a la universitat de Wisconsin.
Wielandt és recordat per les seves contribucions a l'estudi dels grups de permutacions finits i infinits, entre les quals es troben els teoremes que porten el seu nom i la simplificació de la demostració dels teoremes de Sylow. En els primers anys del segle XXI, la universitat Tècnica de Berlín va portar a terme el projectes de editar i publicar els "diaris matemàtics" que Wielandt va anar escrivint a partir de 1942.